# 삼성 갤럭시 S4 액티브
삼성 갤럭시 S4 액티브(Samsung GALAXY S4 Active)는 삼성전자에서 제조/판매하는 안드로이드 스마트폰이다.
2013년 6월 4일에 삼성전자 공식블로그인 삼성투모로우, 2013년 6월 20일에는 삼성 프리미어 2013 갤럭시 & 아티브 행사를 통해 공개하여, 2013년 7월 9일에 출시하였다.

## 연혁
- 2013년 6월 4일 : 삼성투모로우 (삼성전자 공식 블로그)에서 제품 공개[4][5][6]
- 2013년 6월 20일 : 삼성 프리미어 2013 갤럭시 & 프리미어에서 제품 공개[7]
- 2013년 7월 9일 : 제품 출시[8]
- 2014년 4월 19일 : SGH-I537 모델 4.4.2 킷캣 업그레이드[9]

## 외형 및 방수/방진
스피커와 마이크, 이어폰단자를 제외한 부분은 별도의 마개로 처리하였으며, 전작과 마찬가지로 물에서의 제한적인 사용을 위해 모든 외부버튼이 물리적인 버튼으로 되어있고, 뒷면은 고무재질을 입혔으며, 배터리 커버는 닫을 시 볼트로 조여지는 구조로 되어있다.
방수/방진 수준에 대해서는 IP67 등급을 인증받았다. (먼지로부터 완벽하게 보호되며, 물은 1m 이하의 수심에서 30분을 견딜 수 있다.)(갤럭시 s 시리즈 중에 방수/방진을 최초로 지원한다.)

### 색상
- 어반 그레이
- 오렌지 플레어
- 다이브 블루
- 화이트[10]

## 운영체제/소프트웨어

### 안드로이드 4.2 젤리빈
안드로이드 OS 4.2.2 젤리빈을 탑재하여 출시했다.

#### 특수 기능
- 아쿠아 모드 : 수중에서 촬영 시 화질의 선명도를 증가시켜준다.

- 드라마 샷 : 빠르게 움직이는 사물의 연속모션을 한 장의 사진으로 합성한다.

- 사운드 앤 샷 : 사진 촬영 당시의 소리를 사진과 함께 담아 저장한다.

- 스토리 앨범 : 촬영한 사진을 메모, 위치정보, 날씨 등 다양한 내용과 함께 담아 마음에 드는 디지털 앨범으로 만든다.

이렇게 꾸민 디지털 앨범을 온라인으로 주문하여 실물 앨범으로 배송하는 것도 가능하다.
- 스마트 일시정지 : 앞면 카메라를 통해 사용자가 동영상 시청 중 시선을 다른 곳으로 옮기는 것을 인식하면 동영상이 멈추고, 다시 화면을 보면 별도의 조작 없이 비디오가 멈춘 구간부터 다시 재생한다.

- 스마트 스크롤 : 인터넷, 이메일 또는 전자책을 볼 때 앞면 카메라를 통해 시선을 먼저 인식한 후 스마트폰의 기울기에 따라 화면을 위아래로 이동한다.

- 스마트 스테이 : 앞면 카메라를 통해 사용자의 눈동자와 얼굴을 인식하여 사용 중일 때에는 디스플레이가 꺼지지 않도록 유지한다.

- 스마트 로테이션 : 중력방향에 의해서 자동회전을 하지 않고 앞면 카메라를 통해 사용자의 얼굴을 인식하여 자동회전여부를 결정한다.

- 에어 제스처 : 센서 위를 통과하는 물체의 진행방향을 측정하여 전화 수신, 음악 선택, 웹페이지 스크롤 등의 기능 제공한다.

- 에어 뷰 : 정전식 디스플레이의 민감도를 활용하여 일정 거리 이내로 손가락 등의 전도체가 접근하면 해당 컨텐츠를 요약 또는 확대하여 정보 제공한다.

- 어댑트 디스플레이: 센서를 활용하여 주변 조도에 따라 화면 밝기, 선명도 자동으로 조절한다.

- 어댑트 사운드 : 가청 범위를 측정하여 사용자에게 적합한 음성 출력을 제공한다.

- S 헬스 : 장착된 각종 센서와 별도로 판매하는 액세서리를 통해 걸음 수, 심박수 등의 정보를 통해 사용자의 건강 상태와 웰빙 정보를 확인한다.

- 그룹 플레이 : 와이파이 다이렉트 프로토콜을 사용하여 동일한 와이파이 환경에서 그룹 플레이에 참여한 단말기의 연결을 통해 하나의 동작을 공유한다.

- 셰어 뮤직 : 두대 이상의 셰어 뮤직을 지원하는 기기가 한 음악을 동시에 실행해 서라운드 사운드 스피커처럼 작동한다.

- S 빔

- S 트레버

- 워치온 : 적외선 통신을 이용하여 에어컨, TV, 셋톱박스, DVD 플레이어 등의 기기 제어한다.

- S 번역기 : 이메일, 문자, 챗온 메시지 등을 송수신 중 바로 번역해 텍스트나 음성으로 번역한다.

- S 보이스 : 기존의 S 보이스에서 강화했다.

자동차 안에서 블루투스로 기기에 연결하면 자동으로 운전 모드로 변환되어, 운전 중 통화, 메시지 전송, 메모, 음악 등을 음성만으로 조작한다.

### 안드로이드 4.4 킷캣
2014년 4월 19일 SGH-I537, 2014년 5월 27일 표준 모델에 대한 4.4.2 킷캣 업그레이드가 시작되었다. 2014년 7월, 대한민국판 모델에 대해서도 킷캣 업그레이드가 실시되었다.

### 안드로이드 5.0 롤리팝
I9295 모델에 대한 5.0.1 업데이트 시행
E470S도 롤리팝 업데이트가 됐으나, 여러 가지 심각한문제로 LCD에 심한 잔상이 남는 문제가 발생하여 문제점 개선후 6월 4일부터 개선된 업그레이드 진행 중이다.

## 특수액세서리

### S 밴드
걸은 거리와 수면상태를 측정하며, 블루투스 통신을 통해 S 헬스 기능과 연동 할 수 있다.

### HRM (Heart Rate Monitor)
심장 박동수치를 측정하며, 블루투스 통신을 통해 S 헬스 기능과 연동 할 수 있다.

### 바디 스케일
몸무게를 측정하며, 블루투스 통신을 통해 S 헬스 기능과 연동 할 수 있다.

## 변종

### 미국

#### SGH-I537
AT&T 전용으로 출시된 모델이다.

### 대한민국

#### SHV-E470S
SKT 전용으로 출시된 모델로, AP (Application processor)를 퀄컴 스냅드래곤 800 MSM8974AA, 카메라는 기존의 갤럭시S4/갤럭시노트3의 모듈과 동일한 것으로 변경하였으며, LTE-A를 지원하고 있다.

## 논란
미국에서는 제품 침수로 인한 피해를 본 제품을 교환해 주는데 반해, 대한민국에서는 무상수리조차 받을 수 없어 논란이 되고 있다.

## 같이 보기
- 삼성 갤럭시 S4
- 삼성 갤럭시 S4 미니
- 삼성 갤럭시 S4 줌